# EHF Challenge Cup 2016/17
Am EHF Challenge Cup 2016/17 nahmen 32 Handball-Vereinsmannschaften teil, die sich in der vorangegangenen Saison in ihren Heimatländern für den Wettbewerb qualifiziert hatten. Es war die 17. Austragung des Challenge Cups. Titelverteidiger war der portugiesische Klub Académico Basket Clube. Die Pokalspiele begannen am 18. November 2016, das zweite Finalspiel fand am 27. Mai 2017 statt. Im Finale konnte sich der portugiesische Verein Sporting Lissabon gegen den rumänischen Vertreter AHC Potaissa Turda durchsetzen.

## Modus
Der Wettbewerb startete mit 16 Spielen in Runde 3. Alle Runden wurden im K.-o.-System gespielt. Der Sieger des Finales war Gewinner des EHF Challenge Cups in der Saison 2016/17.

## Runde 3
|                        | Gesamt |                            | Hinspiel | Rückspiel |
| ---------------------- | ------ | -------------------------- | -------- | --------- |
| Sporting Lissabon      | 69:49  | Romagna Handball           | 32:25    | 37:24     |
| AHC Potaissa Turda     | 75:42  | HC Dobrudja Dobrich        | 32:23    | 43:19     |
| HB Dudelange           | 56:55  | Hapoel Aschdod             | 23:28    | 33:27     |
| RK Sloga Požega        | 50:47  | HC Visé BM                 | 26:21    | 24:26     |
| PGU Tiraspol           | 51:58  | HK SNTU-SAS Saporischschja | 23:27    | 28:31     |
| AS Ramat haScharon     | 39:54  | Handball Esch              | 21:29    | 18:25     |
| RK Partizan 1949 Tivat | 49:43  | SPE Strovolou Nicosia      | 27:21    | 22:22     |
| RK Partizan Belgrad    | 52:59  | MŠK Považská Bystrica      | 23:31    | 29:28     |
| Valur Reykjavík        | 56:49  | Haslum HK                  | 31:24    | 25:25     |
| Olympiakos SFP         | 43:45  | A.C. Doukas School         | 27:21    | 16:24     |
| KH Kastrioti Ferizaj   | 51:60  | HKM Šaľa                   | 29:31    | 22:29     |
| Göztepe SK             | 47:48  | HV Hurry-Up                | 22:20    | 25:28     |
| Dragūnas Klaipėda      | 52:63  | TSV St. Otmar St. Gallen   | 28:35    | 24:28     |
| Taşova Yibo SK         | 65:56  | HC Riviera                 | 32:29    | 33:27     |
| Cambridge HC           | 47:76  | HK Lokomotive Warna        | 22:36    | 25:40     |
| Pelister Bitola        | 49:48  | RK Vogošća                 | 21:23    | 28:25     |

## Achtelfinals
|                            | Gesamt  |                          | Hinspiel | Rückspiel |
| -------------------------- | ------- | ------------------------ | -------- | --------- |
| Taşova Yibo SK             | 58:66   | A.C. Doukas School       | 28:32    | 30:34     |
| Valur Reykjavík            | 45:45 * | RK Partizan 1949 Tivat   | 21:21    | 24:24     |
| Handball Esch              | 56:59   | AHC Potaissa Turda       | 27:31    | 29:28     |
| HK SNTU-SAS Saporischschja | 54:57   | HB Dudelange             | 27:32    | 27:25     |
| HKM Šaľa                   | 57:55   | TSV St. Otmar St. Gallen | 30:27    | 27:28     |
| Pelister Bitola            | 44:66   | Sporting Lissabon        | 18:32    | 26:34     |
| MŠK Považská Bystrica      | 49:51   | HV Hurry-Up              | 30:19    | 19:32     |
| RK Sloga Požega            | 58:44   | HK Lokomotive Warna      | 35:22    | 23:22     |

## Viertelfinals
|                    | Gesamt |                   | Hinspiel | Rückspiel |
| ------------------ | ------ | ----------------- | -------- | --------- |
| RK Sloga Požega    | 53:59  | Valur Reykjavík   | 27:30    | 26:29     |
| AHC Potaissa Turda | 68:64  | HB Dudelange      | 32:29    | 36:35     |
| A.C. Doukas School | 48:62  | Sporting Lissabon | 23:35    | 25:27     |
| HV Hurry-Up        | 66:56  | HKM Šaľa          | 28:24    | 38:32     |

## Halbfinals
|                 | Gesamt |                    | Hinspiel | Rückspiel |
| --------------- | ------ | ------------------ | -------- | --------- |
| HV Hurry-Up     | 41:69  | Sporting Lissabon  | 27:32    | 14:37     |
| Valur Reykjavík | 53:54  | AHC Potaissa Turda | 30:22    | 23:32     |

## Finale
Das Hinspiel fand am 21. Mai 2017 in Almada statt und das Rückspiel am 27. Mai 2017 in Cluj-Napoca. Nach 2010 war es der zweite Erfolg für Sporting Lissabon im Challenge Cup.
|                   | Gesamt |                    | Hinspiel | Rückspiel |
| ----------------- | ------ | ------------------ | -------- | --------- |
| Sporting Lissabon | 67:52  | AHC Potaissa Turda | 37:28    | 30:24     |